# Al Farwaniyah (ville)
 (mars 2023).
Si vous disposez d'ouvrages ou d'articles de référence ou si vous connaissez des sites web de qualité traitant du thème abordé ici, merci de compléter l'article en donnant les références utiles à sa vérifiabilité et en les liant à la section « Notes et références ».
En pratique : Quelles sources sont attendues ? Comment ajouter mes sources ?
Al Farwaniyah (arabe : الفروانية) est la capitale du gouvernorat d'Al Farwaniyah au Koweït. L'autoroute Ghazali passe à l'ouest du district et la route menant à l'aéroport international de Koweït à l'est, les deux routes dans une direction nord-sud. Al Farwaniyah contient des mosquées, des hôpitaux, une université, un parc et d'autres infrastructures. C'est la ville la plus peuplée du Koweït.
Cette ville est la deuxième du pays par rapport à la population.